# 超音波掃瞄顯微鏡

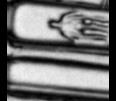
在声学显微镜中以 50 MHz 扫描一便士

超音波掃瞄顯微鏡（scanning acoustic microscope，SAM），又称超声波扫描断层成像（scanning acoustic tomography，SAT）是一种使用聚焦声音来研究、测量或成像物体的设备。檢測基本原理為利用超音波發射源（Probe）透過純水為介質而傳導到待測試片上，經由超音波的反射或穿透等的作用，將此訊號經機台特定軟體處理成像。常用于失效分析和无损检测。SAM在半导体行业检测微电子封装内的空隙、裂纹和分层方面非常有用。此外，SAM也在生物和医学研究中得到应用。

## 历史
第一台超音波掃瞄顯微鏡，具有 50 MHz的超声波透镜，1974年由斯坦福大学微波实验室的RA Lemons和CF Quate开发。1980年，第一個高分辨率（500 MHz）直通式SAM由R.Gr. Maev和他的學生在俄罗斯科学院生物物理内窥镜实验室建立。第一个商用SAM ELSAM，频率范围从 100 MHz到1.8 GHz，由Martin Hoppe及其顾问Abdullah Atalar（斯坦福大学）、Roman Maev（俄罗斯科学院）和Andrew Briggs（牛津大学）领导的团队在Ernst Leitz GmbH建造。
自那时起，对这些系统进行了许多改进，以提高分辨率和准确性。其中大部分详细描述在1992年由安德鲁·布里格斯（Andrew Briggs）编辑的专著《声学显微镜的进展》（Advanced in Acoustic Microscopy）中，以及由罗曼·迈夫（Roman Maev）编著的专著《声学显微镜基础和应用》（Acoustic Microscopy Fundamentals and Applications），Wiley & Son - VCH出版。

## C-SAM与其他技术
微电子封装损坏失效分析的方法有很多，包括但不限于激光解封、湿法蚀刻解封、光学显微镜、SEM显微镜、 X射线，大多数传统的方法存在一个问题，即它们具有破坏性。这意味着在准备过程中可能会对样品造成损害。此外，这些破坏性方法通常需要耗时且复杂的样品制备。因此，在大多数情况下，使用非破坏性技术进行研究变得非常重要。与X射线等其他非破坏性技术不同，C-SAM对其所穿过材料的弹性特性高度敏感。例如，C-SAM对亚微米厚度的分层和气隙的存在高度敏感，因此它对于检查小型复杂设备特别有用。
与光学显微镜不同，空气成为从SAM中的换能器到样品的声波的不良传输介质。因此，样品完全浸没在去离子、脱气的水中，距离换能器大约15毫米，取决于其焦距。使用软刷清除透镜下的微小气泡。然后，将换能器沿着Z方向移动，即靠近样品的深度方向，直到A扫描的振幅在适当的工作距离下达到最大值。

## 物理原理
此技術利用聲波的高穿透深度對樣本的內部結構進行成像。因此，在掃描聲學顯微鏡中，處理反射或透射聲波以分析內部特徵。超声脉冲（声波）是由由磁铁和射频线圈组成的压电换能器产生的。重复频率受处理器控制的过程限制，这取决于使用的频率。频率越低，脉冲就越长，但衰减减小。當聲波穿過樣品傳播時，它可能在介質界面處被散射、吸收或反射。 折射发生在界面上，因为两种材料内声波的速度不同。由于大多数材料的速度比水耦合介质要快，聚焦长度会缩短。因此，該技術記錄了兩種材料之間的声阻抗（Z）對比產生的迴音。 掃描聲學顯微鏡的工作原理是將來自換能器的聚焦聲音引導到目標物體上的一個小點。 擊中物體的聲音會被散射、吸收、反射（以 180° 散射）或傳播（以 0° 散射）。 可以偵測沿特定方向行進的散射脈衝。 偵測到的脈衝表示邊界或物體的存在。 脈衝的「飛行時間」定義為從聲源發射、被物體散射並被偵測器接收所需的時間，偵測器通常與聲源一致。 在已知通過介質的速度的情況下，飛行時間可用於確定不均勻性與源的距離。
根据测量结果，为所调查的位置分配一个值。稍微移动探头（或物体），然后再次进行声扫。以系统模式重复此过程，直到研究了整个感兴趣区域。通常每个点的值都会组合成对象的图像。图像中看到的对比度基于对象的几何形状或材料成分。图像的分辨率受到物理扫描分辨率或声束宽度的限制（声束宽度又由声音的频率决定）。

## 方法学
高清SAM提供不同类型的分析模式，包括A掃瞄（A-scan）、B掃瞄（B-scan）、C掃瞄（C-scan）、S圖像（S-image）和透射式掃瞄（T-scan），主要的三種模式是A掃描、B掃描和C掃描。 每一種都提供了有關樣品結構完整性的不同資訊。
A掃描是ToF上回波訊號的振幅。 感測器安裝在SAM的z軸上。 透過改變相對於機械固定的測試樣品的z位置，它可以聚焦到位於難以接近區域的特定目標層。
B 扫描提供样品的垂直横截面以及深度信息的可视化。当涉及到横截面损伤检测时，这是一个非常好的功能。
C扫描是一种常用的扫描模式，它给出样品中特定深度目标层的二维图像（切片）；通过X扫描模式可以实现多个等距层。

### 脉冲反射法
透過脈衝反射方法可以獲得內部結構的2D或3D維影像，其中兩種材料之間的阻抗不匹配導致超音波波束的反射。 反射訊號的相位反轉可以區分夾雜物和顆粒的分層（聲阻抗幾乎為零），但不能區分氣泡，氣泡表現出與分層相同的阻抗行為。
界面處的阻抗失配越高，反射訊號的強度就越高（2D影像中的亮度越高），這是透過回波幅度來測量的。 在與空氣界面（Z=0）的情況下，超音波發生全反射；因此，SAM 對測試樣品中的任何截留空氣高度敏感。
為了增強聲波插入樣品中，聲換能器和樣品都浸入耦合介質（通常是水）中，以避免空氣界面處的高反射。
在脉冲波模式下，使用具有良好聚焦特性的透镜将超声波聚焦到样本上的点，并接收不到100 ns的时间内从点返回的反射波。声束可以聚焦到足够小的点，深度达2-3 mm，以解决典型的层间裂纹和其他关键裂纹几何形状。对每个点接收到的回波进行分析和存储，以构建整个扫描区域的图像。反射信号被监测并发送到同步显示器以形成完整的图像，就像在扫描电子显微镜中一样。

## 应用领域

### 医学和生物学
SAM可以提供有关细胞和组织弹性的数据，从而提供有关将结构保持为特定形状的物理力以及细胞骨架等结构力学的有用信息。这些研究对于研究细胞运动等过程特别有价值。
SAM还可应用于评估使用无针注射注射到皮肤中的颗粒的穿透深度。
另一个方向旨在设计和构建便携式手持式SAM，用于软组织和硬组织的地下诊断 ，该方向目前正处于临床和美容实践的商业化过程中。

## 相关
- 声学显微镜